# Koesjnarenkovocultuur
De Koesjnarenkovocultuur (Russisch: Кушнаренковская культура) is een archeologische cultuur uit de ijzertijd in de Zuidelijke Oeral. Ze werd in 1959 voor het eerst beschreven door Vladimir Gening, op basis van opgravingen uitgevoerd in 1955-1959 op de begraafplaats van Koesjnarenkovo in Basjkortostan.
Ze bestond in de 6e tot 8e eeuw in het Trans-Kamagebied, in de stroomgebieden van de rivieren Belaja, Kama en Ik. Aangenomen wordt dat de cultuur in het midden van de 6e eeuw ontstond door invloed uit de bossteppegebieden van de Trans-Oeral en West-Siberië (Sargatcultuur). In de 5e-6e eeuw trokken mensen van het Beneden-Ob gebied, als onderdeel van de bossteppe Bakal- en Pottsjevasj-groepen, over  de Oeral en vormden de kern voor het ontstaan  van de Koesjnarenkovocultuur. In de 8e eeuw ontstond ten westen van de Oeral de Karajakoepovocultuur.
Aanvankelijk werden de overledenen met hun hoofd naar het noorden onder grafheuvels begraven. De schedels van de begravenen vertoonden sporen van kunstmatige vervorming. Later werden de doden met hun hoofd naar het westen begraven. Bij de graven zijn overblijfselen van wapens, paardentuig, sieraden en aardewerk gevonden. Ook in de nederzettingen werd een aanzienlijke hoeveelheid aardewerk gevonden. Al het vaatwerk is handgevormd, met een ronde bodem, potvormig of bomvormig. Opmerkelijk is de dunne scherf en elegante decoratie.
De meeste onderzoekers verbonden de dragers van de Koesjnarenkovocultuur met de nomadische Oegriërs. Jelena Chalikova, Alfred Chalikov en  Vladimir Ivanov beschouwden hen als Magyaren. Nijaz Mazjitov beschouwde de dragers van de Koesjnarenkovocultuur daarentegen als voorouders van de Basjkieren.
Paleogenetici hebben langdurige genetische banden tussen vertegenwoordigers van de Koesjnarenkovo- en Tsjijajek-culturen met de Hongaren van het Karpatenbekken aangetoond, en de Oeral-overdracht van verschillende Oost-Euraziatische mono-ouderlijnen in hun genenpool bevestigd. De Koesjnarenkovocultuur en populaties geassocieerd met de Lomovatovo- en Nevolino-culturen van de Cis-Oeral tonen uitgebreide genetische banden met de Hongaarse veroveraars van de Karpaten. De moederlijnen van de veroverende Hongaren waren vergelijkbaar met die van moderne Tataren, met een significante Oost-Eurazische component.